# Андреасян, Андраник Сергеевич
Андрани́к Серге́евич Андреася́н (арм. Անդրանիկ Սերգեյի Անդրեասյան, 19 марта 1961, Ереван) — армянский политический и государственный деятель.

## Биография
- 1978—1983 — Ереванский политехнический институт. Инженер-строитель.
- С ноября по декабрь 1983 — инженер на ереванском заводе «Армэлектромаш».
- 1983—1987 — аспирантура НИИ планирования и экономики Госплана Армянской ССР.
- 1985—1991 — рабочий на ереванском заводе «Армэлектро».
- 1991—1992 — являлся ведущим специалистом государственной комиссии совета министров Армении по экономической реформе строительного и жилищно-коммунального хозяйства.
- 1992—1993 — ведущий специалист управления по экономическому развитию при правительстве Армении.
- 1993—1994 — начальник отдела экономического управления, инвестиционного комплекса и управления государственным имуществом при правительстве Армении.
- 1994—1995 — начальник управления градостроительства и по вопросам зон бедствий при правительстве Армении.
- 1995—1996 — был министром экономики Армении.
- 1996—2000 — первый заместитель министра градостроительства Армении.
- 2000—2001 — заместитель министра территориального управления и градостроительной деятельности Армении.
- 2001—2003 — заместитель министра градостроительства Армении
- 2003—2004 — заместитель министра территориального управления и координации производственных инфраструктур Армении.
- 2004-2013 — председатель комитета водного хозяйства при правительстве Армении.